# فندر
شركة فيندر (بالإنجليزية: Fender Musical Instruments Corporation)‏ هي شركة أمريكية متخصصة في تصنيع وتوزيع الآلات الموسيقية الكهربائية، بما في ذلك الغيتارات، وآلات البيس، والمضخمات الصوتية.
تأسست الشركة في عام 1946 على يد ليو فيندر في مدينة فوليرتون، كاليفورنيا. بدأت الشركة بتقديم خدمات إصلاح الأجهزة الإلكترونية، ثم توسعت لتصنيع الغيتارات الكهربائية، حيث قدمت في عام 1950 أول غيتار كهربائي بجسم صلب، وهو التليكاستر (Telecaster). تبع ذلك في عام 1954 تقديم الغيتار ستراتوكاستر (Stratocaster)، الذي أصبح من أشهر الطرز في تاريخ الغيتارات الكهربائية.
أصبحت شركة سيرفكو باسيفيك (Servco Pacific) في عام 2020 المالك الرئيسي لشركة فيندر بعد استحواذها على حصص شركة تي بي جي جروث (TPG Growth).

## تاريخ
بدأت شركة فيندر مسيرتها تحت اسم "Fender's Radio Service" في أواخر عام 1938 في فولرتون، كاليفورنيا. عمل ليو فيندر، كفني إلكترونيات مؤهل، في إصلاح الراديوهات، الفونوغرافات، مكبرات الصوت المنزلية، أنظمة الصوت العامة ومكبرات الصوت للآلات الموسيقية، التي استندت إلى أبحاث طورتها شركة Western Electric ووفرتها للاستخدام العام في الثلاثينيات. بالإضافة إلى ذلك، كانت الشركة تبيع الأسطوانات وتؤجر أنظمة الصوت التي صممتها بنفسها. أبدى فيندر اهتمامًا بالعيوب التصميمية في مكبرات الصوت المعاصرة وبدأ بتصميم وبناء مكبرات صوت بناءً على تصميماته الخاصة أو تحسينات لتصميمات موجودة.
تعاون فيندر في أوائل الأربعينيات مع كلايتون أور "دوك" كاوفمان وأسسا شركة "K & F Manufacturing Corp" لتصميم وتصنيع وتسويق الآلات الموسيقية الكهربائية ومكبرات الصوت. بدأ الإنتاج في عام 1945، وركز على الغيتارات الفولاذية على الطراز الهاوائي مثل "Champion" والمكبرات التي بيعت كمجموعات. وبحلول نهاية ذلك العام، اقتنع فيندر بأن التصنيع أكثر ربحية من الإصلاح، فقرر التركيز على هذا المجال. وقدمت الشركة في عام 1950 أول غيتار كهربائي ذو جسم صلب يُنتج بكميات كبيرة، وهو التلكاستر، وتبعه إطلاق أول غيتار بيس كهربائي، الـ Precision Bass. وفي عام 1954، أطلقت فيندر غيتار ستراتوكاستر الذي استفاد من ملاحظات الموسيقيين الممارسين، وجمع بين الابتكارات التصميمية التي جعلته واحدًا من النماذج الأكثر شهرة.

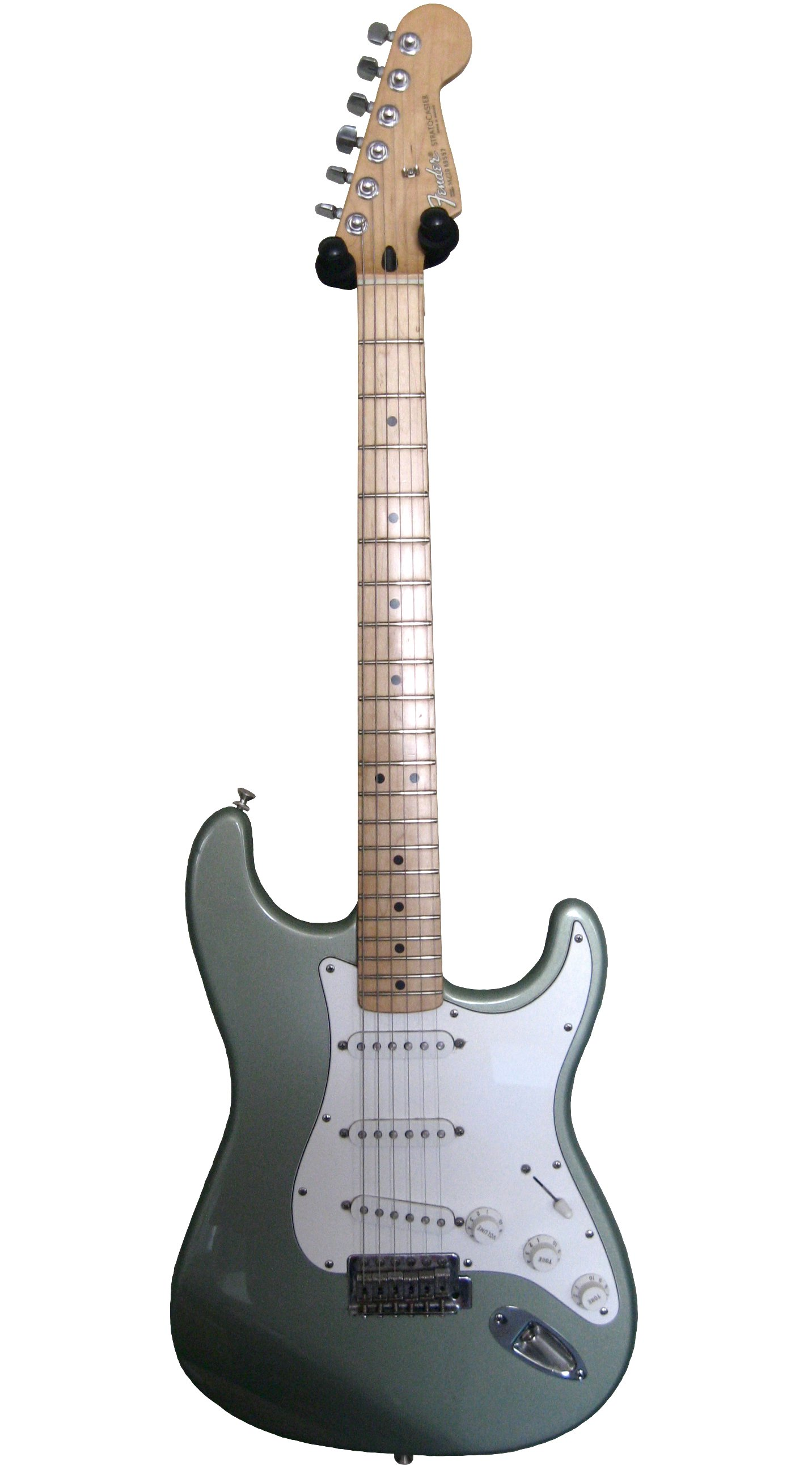
غيتار "ستراتوكاستر"

## الشعارات
استخدمت شركة فيندر شعار "سباغيتي" على غيتاراتها من عام 1954 حتى منتصف الستينيات. في عام 1965، انتقلت فيندر إلى شعار انتقالي أكثر سمكًا باللونين الذهبي والأسود، وهو الشعار المرتبط بفترة ملكية CBS للشركة.

## المنتجات
تُعَدّ الغيتارات الكهربائية من المنتجات الأساسية لشركة فيندر، وتشمل موديلات مثل جاغوار، جازماستر، موستانج، تيليكاستر، ستراتوكاستر، ديو-سونيك، ميتيورا، وجاج-ستانج. بالإضافة إلى ذلك، تنتج فيندر غيتارات البيس بموديلات موستانج، جاغوار، جاز، بريسيجن، وميتيورا. كما تصنع الشركة غيتارات صوتية، غيتارات لاب ستيل، بانجو، كمانات كهربائية، مضخمات للغيتار والبيس، وبيانو كهربائي من نوع فيندر رودس (حتى عام 1983). علاوة على ذلك، تنتج فيندر دواسات تأثيرات وريش للعزف.
وفقًا للخبير الأمريكي في الغيتار جورج جرون، تُعَدّ موديلات فيندر تيليكاستر، بريسيجن بيس، وستراتوكاستر "من بين أهم ثلاثة موديلات في تاريخ الغيتار الكهربائي"، وقد قُدمت جميعًا بين عامي 1950 و1957. في عام 1953، قدمت فيندر أيضًا موديل سترينجماستر، وهو نموذج ببيك أب مزدوج كان شائعًا بين عازفي غيتار الستيل في موسيقى "ويسترن سوينج".
تقوم فيندر بتصنيع وتوزيع جميع الآلات الموسيقية التي تُباع تحت علامة EVH التجارية، بما في ذلك موديلات "كاستم شوب" ونسخ مقلدة من غيتار "فرانكنسترات".